# カルロス・フィリペ・シメネス・ベロ
カルロス・フィリペ・シメネス・ベロ（Carlos Filipe Ximenes Belo, 1948年2月3日 - ）は、前東ティモール司教・サレジオ会士。

## 経歴
1948年、東ティモール東部、ワライマカ村に生まれる。首都ディリの小神学校、大神学校を卒業。1979年から1981年まで、ローマの教皇庁立サレジオ大学に学ぶ。1980年、リスボンにて司祭叙階。1983年、東ティモールの教皇行政官に任命され、ディリに赴任。1988年に司教叙階。占領インドネシア軍による人権侵害から住民を守る役割を担うようになった。
1989年、シメネス・ベロ司教は、当時のハビエル・ペレス・デ・クエヤル国連事務総長にあてて、国連監督下の住民投票の実施を求める書簡を送った。書簡でシメネス・ベロ司教は、東ティモール人が自決権を行使する機会を与えられていないこと、このままでは東ティモール人は民族として死に絶えてしまうことを切々と訴えている。この書簡は大きな反響を呼び、中でも日本の相馬信夫司教は、アジア・オセアニア地域の教会関係者にシメネス・ベロ司教応援を呼びかけ、同年、集まった5名の枢機卿、122名の大司教・司教を含む1257名の署名をたずさえて、国連非植民地化特別委員会でシメネス・ベロ司教支援の陳述を行った。署名は国連事務総長に提出された。
シメネス・ベロ司教は宗教家として政治問題への発言を控えてきたが、1995年から始まったいわゆる「全東ティモール人包括対話」で大きな役割を果たすことになった。この「包括対話」は国連が便宜をはかって、東ティモール域内と海外の東ティモール人指導者たち約30人を一堂に集め、東ティモールの現状と将来について議論し、宣言をまとめるというものである。シメネス・ベロ司教はそこで併合派・抵抗派の両者から尊敬される人物として対話成立のキーパーソンとなった。1996年、司教として東ティモールの独立に尽力した業績により、東ティモール独立革命戦線国連代表のジョゼ・ラモス＝ホルタとともにノーベル平和賞を受賞した。
2002年、病気療養のため東ティモールでの司教職を退き、2004年より宣教師としてモザンビークに赴任している。